# لويز روبرت
لويز روبرت هي رسامة وفنانة كندية، ولدت في 13 ديسمبر 1941 في مونتريال في كندا.